# 4082 Swann
4082 Swann (1984 SW3) là một tiểu hành tinh vành đai chính được phát hiện ngày 27 tháng 9 năm 1984 bởi C. S. Shoemaker ở Palomar, và được đặt tên sau tên her granddaughter, Carri Susan Swann.